# Axylia sciodes
Axylia sciodes är en fjärilsart som beskrevs av Fletcher 1961. Axylia sciodes ingår i släktet Axylia och familjen nattflyn. Inga underarter finns listade i Catalogue of Life.